# Antimonite
En chimie, antimonite se réfère aux sels d'antimoine(III) tels NaSb(OH)4 et NaSbO2 (métaantimonite) qui peuvent être préparés en faisant réagir des alcalins avec le trioxyde d'antimoine ou oxyde d'antimoine(III) Sb2O3.
Il existerait des sels d'acide antimonieux, « Sb(OH)3 » mais dont l'existence est douteuse et les tentatives d'isolement forment généralement Sb2O3.xH2O, oxyde d'antimoine(III) hydraté, qui se transformera lentement en Sb2O3.
En géologie, le minéral stibine, Sb2S3, est parfois appelé « antimonite ».
Les antimonites peuvent se comparer aux antimoniates qui contiennent de l'antimoine au stade d'oxydation +5.

## Sources
- (en) Cet article est partiellement ou en totalité issu de l’article de Wikipédia en anglais intitulé « antimonite » (voir la liste des auteurs).